# Telos (Verlagskooperation)
Telos (altgriechisch für: Ziel; stilisierte Eigenschreibweise: TELOS) war über drei Jahrzehnte Ausdruck und Marke einer Kooperationsgemeinschaft im deutschsprachigen christlichen Buchmarkt.
Die Verlagskooperation wurde 1971 begründet und vereinte initial neun christliche Verlage im deutschsprachigen Raum – sieben davon aus Deutschland, im Einzelnen der Hänssler-Verlag, Blaukreuz-Verlag, Verlag und Schriftenmission der Evangelischen Gesellschaft für Deutschland, Verlag der Liebenzeller Mission, Verlag der St.-Johannis-Druckerei, Joh. Brendow & Sohn Verlag und Verlag der Francke-Buchhandlung sowie die beiden Schweizer Unternehmen Schwengeler Verlag und Trachsel-Verlag. Das Gütesiegel der Kooperation trugen bis 2009 zahlreiche Werke unter anderem von Autoren wie Gerhard Bergmann, Peter Hahne, Anny Wienbruch, Lothar Gassmann, Anton Schulte, Wolfgang Dyck, Wolfgang Heiner, Andreas Schwantge. Die einzelnen Titel sortierten sich zunächst nach ihrer äußerer Erscheinungsform bzw. ihrer Zielgruppe in zahlreiche Unterreihen wie Telos-Paperback, Telos-Taschenbuch, Telos-Hardcover, Telos-Großdruck, Telos-Kinderbuch, Telos-Jugendbuch, Telos-Dokumentation, Telos-Verteilheft und Telos-Extra, z. T. aber auch inhaltlich in Serien wie Die wegweisende Biographie, Leben, Werk, Wirkung, Wissenschaftliche Reihe oder Gesundes Glaubensleben.
Zum Ende der 1980er Jahre stellte der Trachsel-Verlag als erster die Zusammenarbeit ein. Ende der 1990er Jahre löste sich die Kooperation weitestgehend auf, die Marke blieb lediglich vom Johannis-Verlag und dem derzeit mit ihm kollaborierenden VLM-Verlag gepflegt. Als das Unternehmen 2010 insolvent ging, zerbrach der Markenname Telos schließlich endgültig.